# グレゴリー・ヴラストス
グレゴリー・ヴラストス (Gregory Vlastos, 1907年7月27日 - 1991年10月12日) は、アメリカ合衆国を中心に活動したオスマン帝国出身の古代ギリシア哲学研究者。G・E・L・オーエン、J・L・アクリルと並ぶ、分析哲学的手法で古代哲学を研究した初期の人物の一人。

## 生涯
1907年、オスマン帝国イスタンブールに、スコットランド人の母とギリシア人の父のもと、ギリシア正教の家庭に生まれる。同地のアメリカ系大学ロバート・カレッジでB.A.取得後、渡米してハーバード大学で哲学を専攻、1931年Ph.D.取得。同年からクイーンズ大学、1948年からコーネル大学で教鞭をとった後、1955年からプリンストン大学教授、1976年からカリフォルニア大学バークレー校教授を務め、1987年に退職した。その間、1983年から一年間ケンブリッジ大学クライスツ・カレッジのDPフェローを務め、ケンブリッジの名誉学位を授与される。その他、1959年ジョン・ロック講義、1980年ギフォード講義、1984年ハウィソン講義、1986年コーネル大学タウンゼント講義、1988年イギリス学士院マスターマインド講義などを務めた。また、グッゲンハイム・フェローに二度選出されたほか、アメリカ芸術科学アカデミーフェロー、イギリス学士院客員フェロー、マッカーサー・フェロー、アメリカ哲学協会会員に選出されている。1991年、癌のため逝去。
ハーバード在学中は、ホワイトヘッドらに師事した。コーネル大学時代、同僚のノーマン・マルコムやマックス・ブラックに刺激を受け、この頃から分析哲学に取り組み始めた。指導学生にテレンス・アーウィン、リチャード・クラウト、ポール・ウッドラフ、アレクサンダー・ネハマスがいる。

## 学問
1954年の論文「『パルメニデス』における第三の人間論」では、分析哲学的手法でプラトン対話篇を解釈し、イデア論の破綻を指摘した。この論文はギーチやセラーズからも反響を受け、論争を巻き起こした。
晩年は、初期対話篇におけるソクラテスのエレンコスを論理学的に解釈して問題点を指摘し、デイヴィドソンやノージックからも反響を受けた。
ハロルド・F・チャーニスとともに、テュービンゲン大学のハンス・クレーマーやコンラッド・ガイザーによる「プラトンの書かれざる教説」肯定説を否定する立場をとった。
キリスト教に関する著作もある。

## 著作

### 日本語訳
- 井上忠；山本巍 編訳『ギリシア哲学の最前線』全2冊、東京大学出版会、1986年、国立国会図書館書誌ID:000001792947、第1冊 ISBN 9784130100199、第2冊 ISBN 9784130100205（ヴラストス、オーエン、バーニェト、バーンズの諸論文の訳）
  - 田中享英 訳「ソクラテスの論駁法」
  - 渡辺邦夫 訳「『パルメニデス』における第三人間論」
- 藤澤令夫「＜美＞ それ自体の美しさをめぐって――藤澤令夫／G.ヴラストス往復書簡より」『Methodos = 古代哲学研究』26号、56-65頁、1994年、NDLJP:4420768
- 古川英明 訳「ソークラテースのアイロニー」『山形大学人文学部研究年報』9号、山形大学人文学部、75-111頁、2012年、NAID 120005659345